# Amant

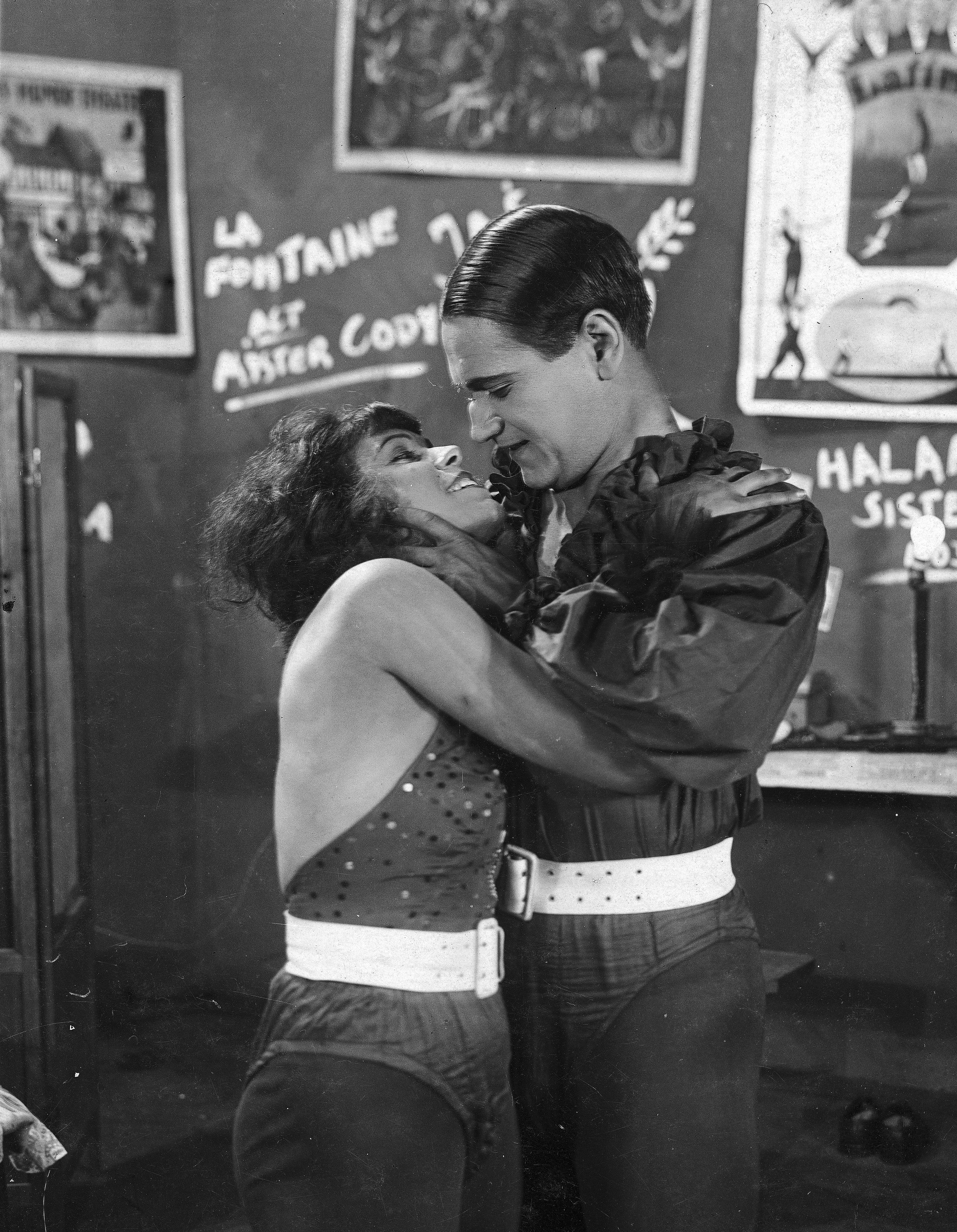
Eugeniusz Bodo jako amant i Nora Ney w filmie Czerwony błazen (1926)

Amant (fr. amant) – aktor obsadzany w roli kochanka bądź uwodziciela, wyróżniający się urodą i wdziękiem; jego żeńskim odpowiednikiem jest amantka. Znanymi amantami filmowymi byli m.in.: Rudolph Valentino, Gérard Philipe, Jean Gabin, Eugeniusz Bodo, Aleksander Żabczyński, Clark Gable, Cary Grant, Gregory Peck, Paul Newman, Robert Redford, Antonio Banderas i Ralph Fiennes, a amantkami filmowymi m.in.: Audrey Hepburn, Greta Garbo, Ingrid Bergman, Marlene Dietrich, Pola Negri, Jadwiga Smosarska i Catherine Deneuve.
W teatrze europejskim postać amanta występowała już co najmniej od XVI wieku. Wymagania stawiane temu emploi różniły się w zależności od gatunku dramatu. Wykonawcy głównych ról amantów (fr. jeune premier, „pierwszy kochanek”) grali np. szekspirowskiego Romea, podczas gdy „pierwsze amantki” – Julię. Drugi lub tzw. „chłodniejszy amant” zwany był premier sujet. „Amantami lekkimi” nazywano natomiast aktorów grających w komediach zakochanych młodzieńców (np. Gustawa w Ślubach panieńskich Fredry). Byli też wyróżniani amanci charakterystyczni (np. Albin w Ślubach panieńskich) i amanci komiczni (np. Papkin w Zemście Fredry). Kanony urody amantów zmieniały się zgodnie z gustami danej epoki. Pojęcie amanta zanikło w teatrze, gdy przestał obowiązywać tzw. wydział ról.
W polskim teatrze XIX wieku amantami byli m.in.: Wojciech Piasecki, Józef Walenty Komorowski, Jan Tatarkiewicz i Józef Śliwicki, natomiast w dwudziestoleciu międzywojennym: Juliusz Osterwa, Jerzy Leszczyński i Józef Węgrzyn. Role amantek grywały z kolei takie aktorki jak: Agnieszka Truskolaska, Teresa Palczewska, Antonina Hoffmann, Helena Modrzejewska, Leontyna Halpertowa, Maria Wisnowska, Irena Solska, Maria Przybyłko-Potocka czy Elżbieta Barszczewska.